# Nakamura, Nagoya
Nakamura (中村区 Nakamura-ku) là quận thuộc thành phố Nagoya, tỉnh Aichi, Nhật Bản. Tính đến ngày 1 tháng 10 năm 2020, dân số ước tính của quận là 138.599 người và mật độ dân số là 8.500 người/km2. Tổng diện tích của quận là 16,30 km2.